# Pierre Devoluy
Pour l’article homonyme, voir Dévoluy.
Pierre Paul Gros-Long, dit Pierre Devoluy, né à Châtillon-en-Diois (Drôme) le 27 juin 1862 et mort à Nice (Alpes-Maritimes) le 6 mars 1932, est un poète, romancier et journaliste français.

## Biographie

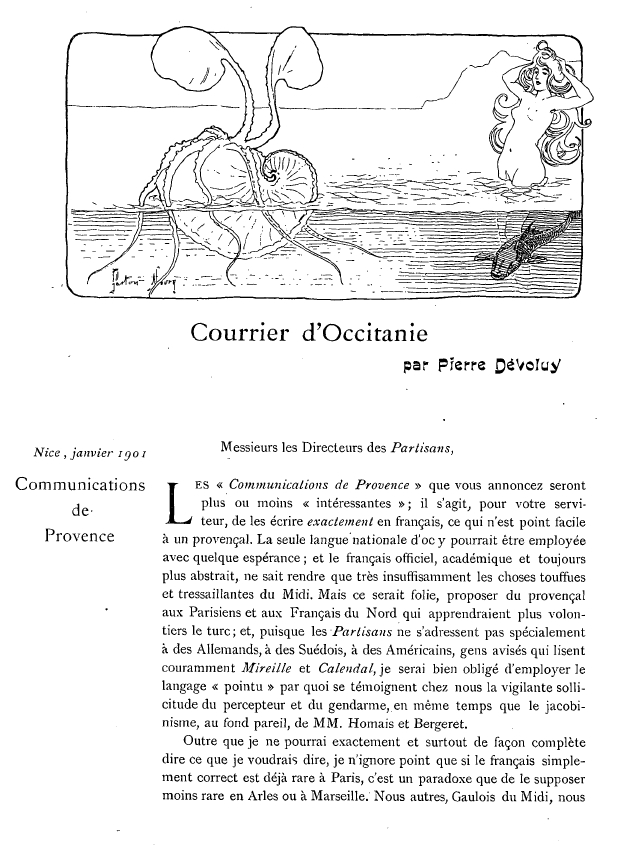
Article "Courrier d'Occitanie" dans la revue Les Partisans du 5 janvier 1901.

Le père, Pierre Gros-Long, est percepteur à Montélimar. Son grand-père Pierre Gros-Long était maire de Charens en 1820. Cette famille de Charens est attachée traditionnellement au protestantisme. Pierre Paul épouse en 1903 à Nîmes Lucy Élise Serres,.
Entré à Polytechnique, le 1er octobre 1882, Pierre Paul poursuit ses études à l'école d'application de l'artillerie et du génie le 1er octobre 1884 et entame une carrière d'officier du Génie qui se déroule à Arras (1886), Montpellier (1890), Antibes (1891), Avignon (1895), Nice (1899), Avignon (1902), Nîmes (1908), Nice (1911). Mobilisé en 1914, il devient directeur du service des étapes, puis directeur du génie à Nice en 1918 et termine sa carrière avec le grade de colonel.
Pierre Devoluy s'illustre à partir de 1888 au sein du mouvement symboliste aux côtés de René Ghil et à partir de 1894 au sein du Félibrige, à la tête duquel il exerce les fonctions de capoulié de 1901 à 1909 après avoir été élu majoral en 1900 (Cigalo de Seloun). Poète, polémiste, il est le directeur du journal Prouvènço ! devenu Vivo Prouvènço !, de 1905 à 1914, ayant, entre autres collaborateurs, le linguiste Jules Ronjat. Conscient que l'avenir de la revendication félibréenne est dans le peuple, il réorganise le Félibrige en 1905 avec l'objectif d'en faire un grand mouvement d'éducation aux valeurs de la langue et de l'histoire. Sa conception positiviste de la doctrine mistralienne dont il se fait le théoricien lui vaut l'adhésion et le soutien de toute une génération de félibres (Folco de Baroncelli, Joseph d'Arbaud, Jules Ronjat, Albert Dugat, Léon Teissier, Pierre Azéma, Pierre Fontan, François Jouve, Michel Camélat, Albert Dujarric-Descombes, Sully-André Peyre...) mais aussi des inimitiés qui l'amènent à démissionner de sa charge en 1909. Confident de Mistral, il en publie les Discours e Dicho (1906). Mme Mistral lui demande après la mort de son mari d'assurer l'édition et la traduction des inédits de Mistral ; ce qui donne lieu à la publication du poème Li Meissoun (1926) ainsi qu'à celle, chez l'éditeur Bernard Grasset, des trois volumes des Proso d'Armana (1926 et suiv.). Ayant pris sa retraite à Nice, alors même qu'il se fait le romancier des Cévennes protestantes à travers sa trilogie La Cévenne embrasée et qu'il remet à l'honneur les psaumes huguenots, il est amené à exercer les fonctions d'adjoint au maire Jean Médecin et, au-delà de la vie intellectuelle locale, en participant notamment à la création du Centre Universitaire Méditerranéen, à collaborer régulièrement à L'Éclaireur de Nice de 1919 à 1932 avec plus de 600 articles publiés sous son nom.
Outre sa collaboration à Prouvènço ! et Vivo Prouvènço !, Pierre Devoluy a collaboré à bon nombre de journaux, revues et almanachs d'expression occitane : La Cigalo d'Or, La Cisampo, L'Armana Prouvençau, L'Armana dóu Ventour, L'Aiòli, Lou Gau, Reclams de Biarn e Gascougne, Lou Bournat, La Revue Félibréenne, Le Feu... ; il a aussi apporté sa collaboration à plusieurs périodiques d'expression française : Chimère (dont il fut le secrétaire de rédaction), La Plume, La Revue Indépendante, Écrits pour l'Art, Foi et Vie, La Revue Universelle, La Revue de France...
Pierre Devoluy était chevalier de la Légion d'honneur le 12 juillet 1904, officier le 12 juillet 1916, puis commandeur de la Légion d'honneur le 9 octobre 1924. Marié à Lucie Serres, d'origine cévenole, il eut deux filles, Magali (sans descendance) et Nerto, épouse Bayle (dont descendance : France-Elisa, Pierre et Guillemette). Il repose dans le cimetière protestant de Châtillon-en-Diois. Son nom a été donné à plusieurs rues ou places (Arles, Avignon, Châtillon-en-Diois, Grasse, Nice, Nîmes, Toulon) et trois plaques rappellent son souvenir, l'une à Châtillon-en-Diois sur sa maison natale, œuvre du sculpteur Henri Longnon (inaugurée le 13 août 1933), et deux autres au 35, boulevard Carabacel à Nice, où il mourut. Son nom a été donné à un pic des Cévennes, au-dessus de Sainte-Croix Vallée Française, à l'initiative du Club Cévenol.

## Publications
- Flumen, E. Goussard, imp. à Melle, 1890
- Bois ton sang , préface d'Albert Lantoine, Paris, Librairie de l'Art Indépendant, 1892
- Les Noms de la carte dans le Midi : essai sur les noms de lieux du comté de Nice, Avignon, Roumanille, 1903 [5]
- Prouvènço ! (1905-1907) devenu Vivo Prouvènço !, journal entièrement rédigé en provençal (1908-1914)
- Counferènci dóu Capoulié Devoluy sus la dóutrino mistralenco e felibrejado de l'Escolo de la Targo à Touloun li 21 e 22 de desèmbre 1907 , Avignon, imp. Seguin, 1908 téléchargeable au format pdf chez Ciel d'Oc
- (Colonel Gros-Long) La Connaissance de la guerre. Essai de critique positive, Paris, Éditions Nouvelle Librairie Nationale, 1922
- La Cévenne embrasée. Le Psaume sous les étoiles, roman, Éditions du Monde Nouveau, 1922
- Au gai royaume de l'Azur. Du lentisque des Maures au jasmin de Grasse. Le littoral et ses villes de rêve. Nice capitale de l'Azur. La montagne fleurie et le jardin des neiges, avec Pierre Borel, préface de Maurice Maeterlinck, Éditions J. Rey, 1924. Plusieurs rééditions chez l'éditeur B. Arthaud (ouvrage traduit en anglais, espagnol, néerlandais et suédois)
- La Cévenne embrasée. Le Violier d'amour, roman, Paris, Fasquelle, 1927
- Le Psautier Huguenot, Éditions du Monde Nouveau, 1928
- La Cévenne embrasée. Sous la croix, roman, Paris, Éditions Je sers, [1931]

### Préfaces
- Que faut-il penser du XVe Corps ?, de Jules Belleudy, préface du colonel Gros-Long, Imprimerie coopérative, Menton, 1921
- Esprit qui les fis vivre, de Henri Lauga, préface de Pierre Devoluy, "La Cause", Neuilly-sur-Seine, 1927

### Publications et rééditions posthumes
- La Nationalité de Nice, [Ville de Nice], 1939 ; réédition : Éditions PyréMonde, Orthez, 2007
- Mistral et la rédemption d'une langue, Paris, Grasset, 1941 téléchargeable au format pdf chez Ciel d'Oc
- Correspondance Frédéric Mistral - Pierre Devoluy : 1895-1913, publiée et annotée par Charles Rostaing, imp. Bené, Nîmes, 2 vol., 1982
- Istòri naciounalo de la Prouvènço e dóu Miejour di Gaulo, introduction de Pierre Fabre, Capoulié du Félibrige, Éditions Cercle Pierre-Devoluy et Maintenance de Provence du Félibrige, 1992
- La Cévenne Embrasée : Le Psaume sous les étoiles, Le Violier d'amour, Sous la croix, préface de Pierre Fabre, Capoulié du Félibrige, Éditions de Paris, 2002
- Jean-Pierre Chambon et Anne-Marguerite Fryba-Reber, « Le Félibrige et le mouvement des vignerons de 1907 : quatre lettres inédites de Devoluy à Ronjat », Lengas : revue de sociolinguistique, vol. 38,‎ 1995, p. 7-52 (OCLC 718034006)

#### Ouvrages
- « Devoluy (Pierre) », dans Ivan Gaussen (préf. André Chamson), Poètes et prosateurs du Gard en langue d'oc : depuis les troubadours jusqu'à nos jours, Paris, Les Belles Lettres, coll. « Amis de la langue d'oc », 1962 (BNF 33021783), p. 63-64.
- Catherine Bernié-Boissard, Michel Boissard et Serge Velay, Petit dictionnaire des écrivains du Gard, Nîmes, Alcide, 2009, 255 p. (présentation en ligne), p. 85-86
- Commémoration de Pierre Devoluy à Chatillon-en-Diois le 13 août 1933, recueil des discours prononcés lors de cette commémoration (Marius Jouveau, Léon Archimbaud, Léon Féraud, Georges Avril, Henriette Dibon, Marcel Batilliat...), 1933, 72 p.

#### Articles
- Pierre Fabre, "Les lettres de Pierre Devoluy à Sully-André Peyre", L'Astrado, 1990, p. 153-170
- Pierre Fabre, "Pèire Devoluy e lou journau L'Aiòli", Mélanges dédiés à la mémoire du Professeur Paul Roux (1921-1991), AVEP, 1995, p. 141-154
- Pierre Fabre, "Pèire Devoluy e lou Devouluisme dóu Bournat", Lo Bornat, no 4, 2012, p. 17-20